# Surallah
Surallah (Bayan ng Surallah) är en kommun i Filippinerna. Kommunen ligger på ön Mindanao, och tillhör provinsen Södra Cotabato. Folkmängden uppgår till 66 208 invånare.

## Barangayer
Surallah är indelat i 17 barangayer.
| - Buenavista - Centrala - Colongulo - Dajay - Duengas - Canahay (Godwino) - Lambontong - Lamian - Lamsugod | - Libertad (Pob.) - Little Baguio - Moloy - Naci (Doce) - Talahik - Tubiala - Upper Sepaka - Veterans |